# Fjällspira
Fjällspira (Pedicularis hirsuta) är en växtart i familjen snyltrotsväxter. 
Den är en flerårig ört som blir upp till 20 centimeter hög. Fjällspira känns lätt igen på kombinationen av nordliga utbredningsområdet och de karaktäristiska blommorna och sågtandade spetsiga bladkanter. 
Stjälken har vitt hår och bladen är smala. Den blommar tidigt, ofta i juni, och de rosa blommorna sitter i ett ax på toppen av stjälken. Växtplatserna är fuktiga och kalkhaltiga och de finns på stenig tundra, havsstränder och flodstränder. Fjällspira är en halvparasit. Det vill säga, den suger näring från rötterna på andra växter, ofta växter i videsläktet. 
Utbredningsområdet sträcker sig runt Nordpolen, på de isfria landområdena i Arktis, men med ett gap vid Berings sund. Arten finns alltså i nordöstra Kanada, på Grönland, Svalbard och Novaja Zemlja, i de norra delarna av Fennoskandinavien och i Ryssland. Den påträffas mycket sällsynt i Alaska.  
I Skanderna uppträder fjällspira som en nordlig unicentrisk art och växten påträffas i fjällområdena från Polcirkeln till Väst-finnmark, inklusive delar av de nordligaste delarna av Sverige och Finland.

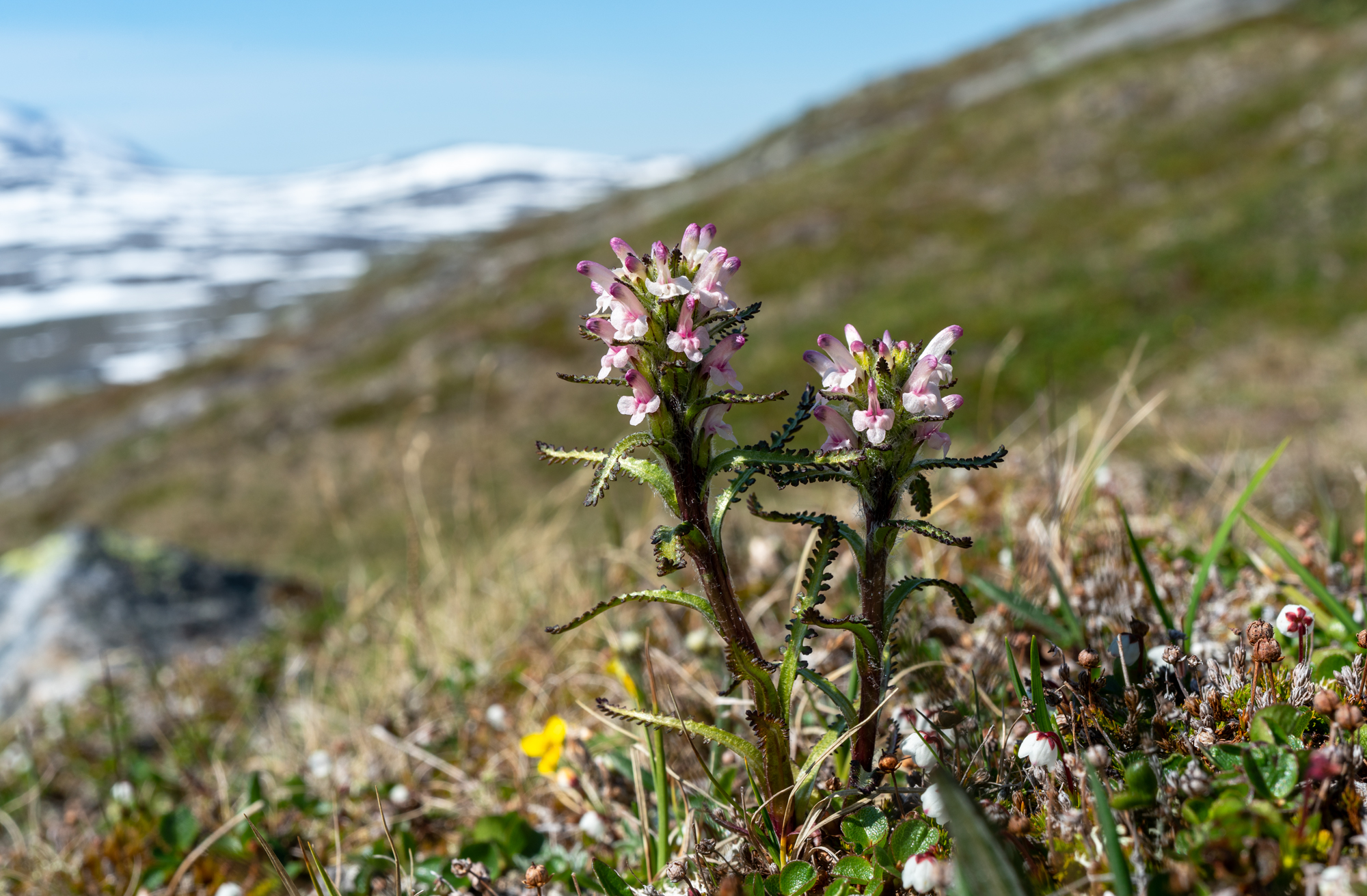
Fjällspira på Nuortap Rissávárre i Padjelanta.